# Father's Little Flutter
Father's Little Flutter è un cortometraggio muto del 1913 diretto da Frank Wilson.

## Trama
Una famiglia riesce ad avere dal sarto una giacca a buon mercato che poi rivende guadagnandoci sopra.

## Produzione
Il film fu prodotto dalla Hepworth.

## Distribuzione
Distribuito dalla Hepworth, il film - un cortometraggio di 182,88 metri - uscì nelle sale cinematografiche britanniche nel febbraio 1913.
Si conoscono pochi dati del film che, prodotto dalla Hepworth, fu distrutto nel 1924 dallo stesso produttore, Cecil M. Hepworth. Fallito, in gravissime difficoltà finanziarie, il produttore pensò in questo modo di poter almeno recuperare il nitrato d'argento della pellicola.